# Арс сир Мозел
Арс сир Мозел (фр. Ars-sur-Moselle) насеље је и општина у североисточној Француској у региону Лорена, у департману Мозел која припада префектури Мец Кампањ.
По подацима из 2011. године у општини је живело 4.799 становника, а густина насељености је износила 413,71 становника/km². Општина се простире на површини од 11,6 km². Налази се на средњој надморској висини од 174 метара (максималној 344 m, а минималној 165 m).

## Демографија
| 1962. | 1968. | 1975. | 1982. | 1990. | 1999. | 2011. |
| ----- | ----- | ----- | ----- | ----- | ----- | ----- |
| 5.182 | 5.393 | 5.469 | 5.039 | 5.084 | 5.001 | 4.799 |

График промене броја становника у току последњих година